# Bhanotia fasciolata
Bhanotia fasciolata es una especie de pez de la familia Syngnathidae en el orden de los Syngnathiformes.

## Reproducción
Es ovovivíparo y el macho transporta los huevos en una bolsa ventral, la cual se encuentra debajo de la cola.

## Morfología
- Los machos pueden alcanzar 9 cm de longitud total.

## Hábitat
Es un pez  de mar y de clima tropical que vive entre 3-25 m de profundidad.

## Distribución geográfica
Se encuentra desde el Mar de Andaman hasta Vanuatu.